# Jude Law
David Jude Heyworth Law (Londra, 29 dicembre 1972) è un attore britannico.
Nel corso della sua carriera ha ottenuto una candidatura ai Premi Oscar 2000 come miglior attore non protagonista per Il talento di Mr. Ripley e una candidatura ai Premi Oscar 2004 come miglior attore protagonista per Ritorno a Cold Mountain. Ha inoltre ricevuto tre candidature ai Golden Globe e ha vinto un BAFTA come miglior attore non protagonista per il primo film citato. Oltre al suo impegno nel cinema, è attivo anche nella scena teatrale e recita sia in Regno Unito sia a Broadway. Le sue numerose interpretazioni gli fanno ottenere due candidature ai Tony Award, due ai Drama Desk Award e tre agli Olivier Award.

## Biografia
David Jude Heyworth Law è nato a Londra il 29 dicembre 1972. Figlio di due insegnanti, Peter Robert Law e Margaret Anne Heyworth, ha una sorella maggiore di nome Natasha, illustratrice di professione. I suoi genitori scelsero il nome Jude ispirati dalla canzone dei Beatles Hey Jude e dal libro Jude l'Oscuro. È cresciuto a Blackheath, nel borgo di Lewisham, e ha frequentato la John Ball Primary School a Blackheath e la Kidbrooke School, prima di proseguire i suoi studi all'Alleyn's School.

### Carriera

#### Primi anni
Nel 1987 comincia a recitare al National Youth Music Theatre. Interpreta numerosi ruoli tra cui Foxtrot Darling nell'opera teatrale di Philip Ridley The Fastest Clock In The Universe. Nel West End londinese appare anche nei panni di Michael nella produzione tragicomica di Jean Cocteau, diretta da Sean Mathias, I parenti terribili; la sua interpretazione gli fa ottenere una candidatura come miglior esordiente al Laurence Olivier Award e un Ian Charleson Award.
L'opera teatrale cambia titolo in Indiscretions e viene portata a Broadway nel 1995, dove Law recita a fianco di Kathleen Turner, Roger Rees e Cynthia Nixon guadagnandosi una candidatura ai Tony Award e il Theatre World Award.
Nel 1989 ottiene il suo primo ruolo in televisione in un film basato sul libro per bambini della scrittrice Beatrix Potter, The Tailor of Gloucester. Dopo aver recitato in ruoli minori per la televisione britannica, tra cui la soap opera Families e il cortometraggio di Channel 4 The Crane, esordisce sul grande schermo con Shopping, in cui recita anche la sua futura moglie Sadie Frost. Nel 1997, acquista popolarità interpretando Lord Alfred "Bosie" Douglas, l'amante di Oscar Wilde interpretato da Stephen Fry, nel film biografico Wilde e vince l'Evening Standard British Film Award come miglior promessa. Nello stesso anno recita in Gattaca - La porta dell'universo, in cui interpreta un campione olimpico frustrato perché costretto su una sedia a rotelle e nel film di Clint Eastwood Mezzanotte nel giardino del bene e del male, dove è l'amante sfortunato di Kevin Spacey. Nel 1998 partecipa al film Musica da un'altra stanza.

#### Il successo

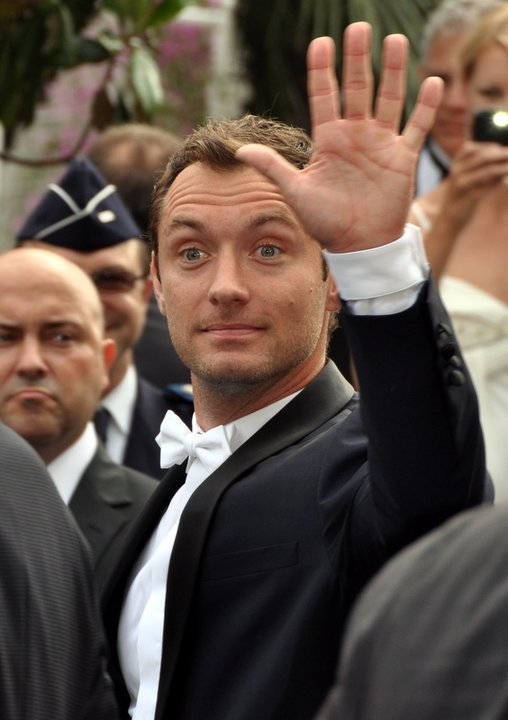
Jude Law al Festival di Cannes 2011

Ottiene la sua prima candidatura all'Oscar come miglior attore non protagonista nel 1999 grazie alla sua interpretazione in Il talento di Mr. Ripley, nel quale recita a fianco di Matt Damon e Gwyneth Paltrow. Per entrare nei panni di Dickie Greenleaf impara a suonare il sassofono e ottiene anche una candidatura agli MTV Movie Award insieme con Matt Damon e Rosario Fiorello per la canzone Tu vuo' fa' l'americano di Renato Carosone e Nicola Salerno. Nel 2001 interpreta il cecchino russo Vasily Zaytsev nel film Il nemico alle porte e nello stesso anno prende lezioni di ballo per recitare in A.I. - Intelligenza artificiale di Steven Spielberg. L'anno successivo conquista la sua seconda candidatura all'Oscar come miglior attore protagonista per il film Ritorno a Cold Mountain, diretto da Anthony Minghella, in cui recita a fianco di Nicole Kidman, Renée Zellweger e Natalie Portman.
Nel 2004 ha un piccolo ruolo nel film Lemony Snicket - Una serie di sfortunati eventi, dove interpreta Lemony Snicket, voce narrante del film.
Il remake del 2004 del film Alfie, che aveva come protagonista Michael Caine, si rivela un flop al box-office, guadagnando soltanto la metà del costo stimato in sessanta milioni di dollari, ed è giudicato da una rivista cinematografica britannica uno dei peggiori remake di tutti i tempi. Il 2004 si dimostra ugualmente un anno prolifico perché, oltre al ruolo di protagonista in Alfie, recita in Closer, film candidato a due premi Oscar, in I Heart Huckabees - Le strane coincidenze della vita, Sky Captain and the World of Tomorrow e The Aviator. Il 17 novembre viene anche eletto "uomo vivente più sexy" dalla rivista People.
Il governo francese, nel 2007, gli assegna l'onorificenza di Chevalier nell'Ordre des Arts et des Lettres come riconoscimento per il suo contributo nel campo artistico. Nello stesso anno interpreta un altro remake di un film che aveva come protagonista Michael Caine: si tratta di Sleuth - Gli insospettabili, un adattamento di una sceneggiatura del premio Nobel Harold Pinter. Dopo la prematura morte dell'attore australiano Heath Ledger, Jude Law è uno dei tre attori, insieme con Johnny Depp e Colin Farrell, a essere ingaggiato senza alcun compenso dal regista Terry Gilliam per portare a termine il film Parnassus - L'uomo che voleva ingannare il diavolo.
Nel maggio del 2009 torna sui palcoscenici di Londra per interpretare Amleto, il protagonista della celeberrima tragedia di Shakespeare, e riceve recensioni contrastanti. La produzione si sposta prima al castello di Kronborg, in Danimarca, poi al Broadhurst Theatre di New York. Anche in questo caso ottiene recensioni sia positive sia negative, ma nel 2010 conquista una candidatura ai Tony Award come miglior attore protagonista e vince il John and Wendy Trewin Award per la "Best Shakespearean Performance".
Sempre nel 2009 è protagonista a fianco di Robert Downey Jr. e Rachel McAdams nel film campione d'incassi Sherlock Holmes, adattamento diretto da Guy Ritchie ispirato dai gialli di Arthur Conan Doyle, dove interpreta il dottor Watson, il fedele amico e collaboratore di Sherlock Holmes. Nel 2011, interpreta lo stesso ruolo nel sequel Sherlock Holmes - Gioco di ombre.
Dopo avere interpretato il blogger e profeta Alan Krumwiede nel thriller medico del 2011 Contagion, nel 2012 veste i panni di Aleksej Karenin nella trasposizione cinematografica del romanzo di Lev Tolstoj, Anna Karenina, a fianco di Keira Knightley. Nel 2013 è lo psichiatra Jonathan Banks nel nuovo thriller medico di Steven Soderbergh Effetti collaterali. 

Nell'ottobre 2016 viene mandata in onda in Italia la serie televisiva The Young Pope dove veste i panni di un papa del tutto rivoluzionario.

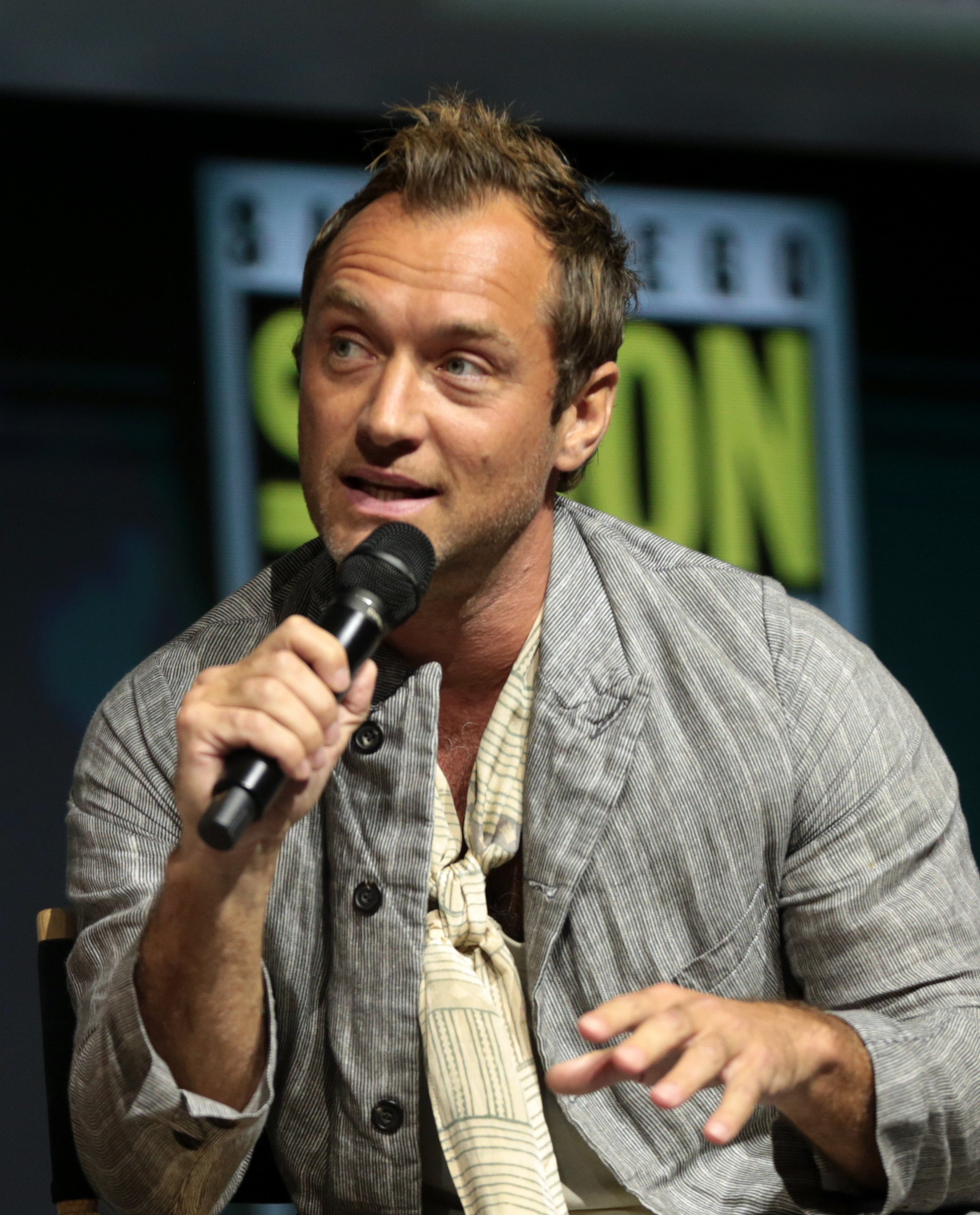
Jude Law al San Diego Comic-Con International per la conferenza di Animali fantastici - I crimini di Grindelwald (2018)

Il 12 aprile 2017 viene scelto per interpretare il giovane Albus Silente in Animali fantastici - I crimini di Grindelwald, sequel di Animali fantastici e dove trovarli, mentre il 22 novembre dello stesso anno ottiene il ruolo del villain Yon-Rogg, nel film dedicato a Capitan Marvel del Marvel Cinematic Universe. Nel 2022 interpreta nuovamente Silente nel terzo capitolo della serie cinematografica spin-off di Harry Potter, intitolato Animali fantastici - I segreti di Silente. Nello stesso anno riveste nei panni del diabolico Capitan Uncino nel film Peter Pan & Wendy, remake live action dell'omonimo classico film d'animazione, diretto da David Lowery. Nel 2024 ha ottenuto anche il ruolo del pirata spaziale Jod Na Nawood nella nuova serie televisiva spin-off di Guerre stellari, intitolato Star Wars: Skeleton Crew, per la piattaforma streaming Disney+.

## Carriera ed attivismo
Testimonial delle fragranze maschili Dior Homme e della linea maschile di Vogue Eyewear, dal 2005 è il volto della firma Dunhill in Asia e dal 2008 di tutta la campagna pubblicitaria internazionale.

### Attivismo
Nel 2002, ha diretto uno spot pubblicitario della campagna "Respect for Animals" contro la produzione di pellicce intitolato Fur and Against. Nello spot appaiono Chrissie Hynde, Moby, George Michael, Danny Goffey, Rhys Ifans, Sadie Frost, Helena Christensen, Paul McCartney, Melanie C e Stella McCartney.
Nel 2004, lancia una campagna per raccogliere due milioni e mezzo di sterline per il rinnovamento del Young Vic Theatre e, nel 2006, insieme con Robbie Williams e altre personalità dello spettacolo partecipa alla partita di calcio Soccer Aid per raccogliere fondi per l'UNICEF.
Nello stesso anno partecipa a una serie di performance basate sulle opere di Samuel Beckett a fianco di altri attori tra cui Alan Rickman e dirette da Anthony Minghella. Il prodotto finale viene presentato alla Beckett Gala Evening organizzata alla Town Hall di Reading e vengono raccolte ventiduemila sterline per il Macmillan Cancer Support. Sempre nel 2006, dirige insieme con Sadie Frost un'opera di Shakespeare in un orfanotrofio del Sudafrica. Insieme con la moglie e i figli si reca a Durban per aiutare i bambini che hanno perso i genitori a causa dell'AIDS. Aderisce, poi, alla campagna The Big Ask dell'associazione Friends of the Earth per chiedere al governo britannico di agire contro il cambiamento climatico.
Nel luglio del 2007, insieme con Jeremy Gilley, trascorre 10 giorni in Afghanistan per documentare le missioni di pace e realizzare un film in occasione della giornata internazionale della pace. Accompagnati dalla rappresentante dell'UNICEF Catherine Mbengue, viaggiano e filmano in zone a rischio nell'area orientale afghana intervistando bambini, ministri e leader politici. Il film The Day After Peace viene presentato in anteprima al festival di Cannes e il 21 settembre 2008 viene proiettato alla Royal Albert Hall.
Aiuta le organizzazioni Make Poverty History, Rhys Daniels Trust, WAVE Trauma Centre e supporta le fondazioni Make-A-Wish, Pride of Britain Awards, Breast Cancer Care e la Willow Foundation. È ambasciatore della fondazione Music For Tomorrow, che ha come obiettivo la ricostruzione degli edifici distrutti a New Orleans dall'uragano Katrina, e della fondazione del principe Carlo Children and the Arts Foundation. Nell'aprile del 2009 ha supportato l'organizzazione Education Africa dipingendo una maschera autografata e poi messa all'asta su eBay.
Nel 2011 si unisce ai manifestanti in strada contro il regime dittatoriale di Aljaksandr Lukašėnka e per la liberazione dei prigionieri politici tenuti in custodia dal presidente.
Insieme con Judi Dench, Helena Bonham Carter e altre celebrità britanniche ha aiutato a salvare la St. Stephen's Church a Hampstead raccogliendo quattro milioni e mezzo di sterline.

## Vita privata
Nel 1994, sul set del film Shopping, Law ha incontrato l'attrice Sadie Frost. I due si sono sposati il 2 settembre 1997 e poi separati nel 2003. Dalla Frost l'attore ha avuto tre figli: Rafferty (1996), Iris (2000) e Rudy (2002).
Durante le riprese del film Alfie, nel 2003, Law ha incontrato l'attrice Sienna Miller, con cui si è fidanzato nel 2004. Nel novembre del 2006 la coppia si è separata perché Jude aveva tradito Sienna con la baby-sitter dei bambini. Di questo fatto l'attore si è scusato pubblicamente. Nell'aula del tribunale sono però venuti fuori dei retroscena e si è scoperto da intercettazioni telefoniche che Sienna Miller a sua volta tradiva abitualmente il compagno con l'attore Daniel Craig. I due ripresero la loro relazione nel 2009, per poi lasciarsi definitivamente nel 2011.
Il 22 settembre 2009 Jude è diventato padre di una bambina, Sophia, nata da una relazione con la modella Samantha Burke.
Nel marzo 2015 Jude è divenuto padre per la quinta volta: la bambina, Ada, è nata dalla relazione con la cantante Catherine Harding, nota anche con lo pseudonimo di Cat Cavelli, da lui conosciuta sul set del film Spy.
Nel marzo 2016 si è legato alla psicologa Phillipa Coan, con cui si è poi sposato il 2 maggio 2019. Nel settembre 2020, Law ha annunciato la nascita del primo figlio della coppia. Il loro secondo figlio, e il suo settimo, è nato nel febbraio 2023.

## Filmografia

### Attore

#### Cinema
- The Tailor of Gloucester, regia di John Michael Phillips - film TV (1989)
- Shopping, regia di Paul W.S. Anderson (1994)
- I Love You, I Love You Not, regia di Billy Hopkins (1996)
- Bent, regia di Sean Mathias (1997)
- Wilde, regia di Brian Gilbert (1997)
- Gattaca - La porta dell'universo (Gattaca), regia di Andrew Niccol (1997)
- Mezzanotte nel giardino del bene e del male (Midnight in the Garden of Good and Evil), regia di Clint Eastwood (1997)
- Musica da un'altra stanza (Music from Another Room), regia di Charlie Peters (1998)
- The Funeral, regia di Dominic Anciano e Ray Burdis (1998)
- Brivido di sangue (The Wisdom of Crocodiles), regia di Po-Chih Leong (1998)
- eXistenZ, regia di David Cronenberg (1999)
- Presence of Mind, regia di Antoni Aloy (1999)
- Il talento di Mr. Ripley (The Talented Mr. Ripley), regia di Anthony Minghella (1999)
- Ama, onora & obbedisci (Love, Honour and Obey), regia di Dominic Anciano e Ray Burdis (2000)
- Il nemico alle porte (Enemy at the Gates), regia di Jean-Jacques Annaud (2001)
- A.I. - Intelligenza artificiale (Artificial Intelligence: AI), regia di Steven Spielberg (2001)
- Era mio padre (Road to Perdition), regia di Sam Mendes (2002)
- Ritorno a Cold Mountain (Cold Mountain), regia di Anthony Minghella (2003)
- I Heart Huckabees - Le strane coincidenze della vita (I Heart Huckabees), regia di David O. Russell (2004)
- Sky Captain and the World of Tomorrow, regia di Kerry Conran (2004)
- Alfie, regia di Charles Shyer (2004)
- Closer, regia di Mike Nichols (2004)
- The Aviator, regia di Martin Scorsese (2004) - cameo
- Tutti gli uomini del re (All the King's Men), regia di Steven Zaillian (2006)
- Complicità e sospetti (Breaking and Entering), regia di Anthony Minghella (2006)
- L'amore non va in vacanza (The Holiday), regia di Nancy Meyers (2006)
- Un bacio romantico - My Blueberry Nights (My Blueberry Nights), regia di Kar Wai Wong (2007)
- Sleuth - Gli insospettabili (Sleuth), regia di Kenneth Branagh (2007)
- Rage, regia di Sally Potter (2009)
- Parnassus - L'uomo che voleva ingannare il diavolo (The Imaginarium of Doctor Parnassus), regia di Terry Gilliam (2009)
- Sherlock Holmes, regia di Guy Ritchie (2009)
- Repo Men, regia di Miguel Sapochnik (2010)
- Contagion, regia di Steven Soderbergh (2011)
- Passioni e desideri (360), regia di Fernando Meirelles (2011)
- Hugo Cabret (Hugo), regia di Martin Scorsese (2011)
- Sherlock Holmes - Gioco di ombre (Sherlock Holmes: A Game of Shadows), regia di Guy Ritchie (2011)
- Anna Karenina, regia di Joe Wright (2012)
- Effetti collaterali (Side Effects), regia di Steven Soderbergh (2013)
- Dom Hemingway, regia di Richard Shepard (2013)
- Grand Budapest Hotel (The Grand Budapest Hotel), regia di Wes Anderson (2014)
- Black Sea, regia di Kevin Macdonald (2014)
- Spy, regia di Paul Feig (2015)
- Genius, regia di Michael Grandage (2016)
- King Arthur - Il potere della spada (King Arthur: Legend of the Sword), regia di Guy Ritchie (2017)
- Animali fantastici - I crimini di Grindelwald (Fantastic Beasts: The Crimes of Grindelwald), regia di David Yates (2018)
- Vox Lux, regia di Brady Corbet (2018)
- Captain Marvel, regia di Anna Boden e Ryan Fleck (2019)
- Un giorno di pioggia a New York (A Rainy Day in New York), regia di Woody Allen (2019)
- The Rhythm Section, regia di Reed Morano (2020)
- The Nest - L'inganno (The Nest), regia di Sean Durkin (2020)
- Animali fantastici - I segreti di Silente (Fantastic Beasts: The Secrets of Dumbledore), regia di David Yates (2022)
- Peter Pan & Wendy, regia di David Lowery (2023)
- L'ultima regina - Firebrand (Firebrand), regia di Karim Aïnouz (2023)
- The Order, regia di Justin Kurzel (2024)
- Eden, regia di Ron Howard (2024)

#### Televisione
- Families – serie TV, episodio 1x01 (1990)
- Il taccuino di Sherlock Holmes (The Case-Book of Sherlock Holmes) – serie TV, episodio 3x03 (1991)
- The Young Pope – serie TV, 10 episodi (2016)
- The New Pope – serie TV, 9 episodi (2020)
- The Third Day – miniserie TV, 5 puntate (2020)
- Star Wars: Skeleton Crew – serie TV, 8 episodi (2024)

#### Cortometraggi
- The Boy in the Oak, regia di Luke Losey (2011)
- Connection, regia di Vladimir Shcherban (2013)
- The Gentleman's Wager II, regia di Jake Scott (2014)

#### Videoclip
- Queenie Eye di Paul McCartney (2013)
- Old habits die hard di Mick Jagger (2004)

### Doppiatore
- Lemony Snicket - Una serie di sfortunati eventi (Lemony Snicket's A Series of Unfortunate Events), regia di Brad Silberling (2004)
- Le 5 leggende (Rise of the Guardians), regia di Peter Ramsey (2012)
- Neo Yokio – serie TV, 6 episodi (2017)
- What If...? - serie animata, episodio 2x01 (2023)

### Produttore
- Vox Lux, regia di Brady Corbet (2018)
- The Nest - L'inganno (The Nest), regia di Sean Durkin (2020)
- The Order, regia di Justin Kurzel (2024)

## Teatro
- Bodywork di Richard Stilgoe. Northcott Theatre di Exeter ed Edinburgh Fringe di Edimburgio (1987)
- The Ragged Child di Jeremy James Taylor e Frank Whately. Sadler's Wells Theatre di Londra, Northcott Theatre di Exeter (1988)
- The Little Rats di Peter Allwood, Jeremy James Taylor e David Scott. Edinburgh Fringe di Edimburgo, National Theatre of Northern Greece di Salonicco (1988)
- Joseph and the Amazing Technicolor Dreamcoat, colonna sonora di Andrew Lloyd Webber, libretto di Tim Rice. Edinburgh Fringe di Edimburgo (1989)
- Il cerchio di gesso del Caucaso di Bertolt Brecht. Edinburgh Theatre di Edimburgo (1989)
- Captain Stirrick di Jeremy James Taylor e David Scott, regia di Eileen Chivers. Edinburgh Fringe di Edimburgo (1990)
- The Fastest Clock In The Universe di Philip Ridley, regia di Matthew Lloyd. Hampstead Theatre di Londra (1992)
- Pigmalione di George Bernard Shaw. Tour italiano (1992)
- The Snow Orchis di Joe Pintauro, regia di Tim Luscombe. Gate Theatre di Londra (1993)
- Live Like Pigs di John Arden, regia di Katie Mitchell. Royal Court Theatre di Londra (1993)
- Morte di un commesso viaggiatore di Arthur Miller, regia di Matthew Warchus. West Yorkshire Playhouse di Leeds (1993)
- Les Parents Terribles di Jean Cocteau, regia di Sean Mathias. National Theatre di Londra (1994)
- Indiscretions di Jean Cocteau, regia di Sean Mathias. Ethel Barrymore Theatre di Broadway (1995)
- Ione di Euripide, regia di Nicholas Wright. Barbican Centre di Londra (1995)
- Peccato che sia una sgualdrina di John Ford, regia di David Lan. Young Vic di Londra (1999)
- La tragica storia del Dottor Faust di Christopher Marlowe, regia di David Lan. Young Vic di Londra (2002)
- Amleto di William Shakespeare, regia di Michael Grandage. Wyndham's Theatre di Londra, Castello di Elsinore di Helsingør e Broadhurst Theatre di Broadway (2009)
- Anna Christie di Eugene O'Neill, regia di Rob Ashford. Donmar Warehouse di Londra (2011)
- Enrico V di William Shakespeare, regia di Michael Grandage. Noel Coward Theatre di Londra (2013)
- The Vote di James Graham, regia di Josie Rourke. Donmar Warehouse di Londra (2015)
- Obsession, da Luchino Visconti, regia di Ivo van Hove. Barbican Center di Londra, Wiener Festwochen di Vienna, Teatro Carré di Amsterdam e Grand Théâtre de Luxembourg di Lussemburgo (2017)

## Riconoscimenti

### Cinema e televisione
- Premio Oscar
  - 2000 – Candidatura per il miglior attore non protagonista per Il talento di Mr. Ripley
  - 2004 – Candidatura per il miglior attore per Ritorno a Cold Mountain
- Golden Globe
  - 2000 – Candidatura per il miglior attore non protagonista per Il talento di Mr. Ripley
  - 2002 – Candidatura per il miglior attore non protagonista per A.I. - Intelligenza artificiale
  - 2004 – Candidatura per il miglior attore in un film drammatico per Ritorno a Cold Mountain
  - 2018 – Candidatura per il miglior attore in una mini-serie o film per la televisione per The Young Pope
- BAFTA
  - 2000 – Miglior attore non protagonista per Il talento di Mr. Ripley
  - 2004 – Candidatura per il miglior attore protagonista per Ritorno a Cold Mountain
- Premio César
  - 2007 – Premio César onorario
- Premio Flaiano
  - 2021 – Premio Flaiano per la cinematografia

### Teatro
- Drama Desk Award
  - 2010 – Candidatura per il miglior attore per Amleto
- Drama League Award
  - 2010 – Candidatura per la miglior performance per Amleto
- Premio Laurence Olivier
  - 1994 – Candidatura per il miglior esordiente in un'opera teatrale per Les Parents Terribles
  - 2010 – Candidatura per il miglior attore per Amleto
  - 2012 – Candidatura per il miglior attore per Anna Christie
- Outer Critics Circle Award
  - 2010 – Candidatura per il miglior attore protagonista per Amleto
- Theatre World Award
  - 1995 – Miglior esordiente per Les Parents Terribles
- Tony Award
  - 2010 – Candidatura per il miglior attore protagonista in un'opera teatrale per Amleto

## Doppiatori italiani
Nelle versioni in italiano delle opere in cui ha recitato, Jude Law è stato doppiato da:
- Riccardo Niseem Onorato in eXistenZ, Il talento di Mr. Ripley, Il nemico alle porte, Era mio padre, Ritorno a Cold Mountain, I Heart Huckabees - Le strane coincidenze della vita, Sky Captain and the World of Tomorrow, Alfie, Closer, The Aviator, Tutti gli uomini del re, Complicità e sospetti, L'amore non va in vacanza, Un bacio romantico - My Blueberry Nights, Sleuth - Gli insospettabili, Parnassus - L'uomo che voleva ingannare il diavolo, Sherlock Holmes, Repo Men, Contagion, Hugo Cabret, Sherlock Holmes - Gioco di ombre, Anna Karenina, Effetti collaterali, Dom Hemingway, Grand Budapest Hotel, Black Sea, Shakespeare da scoprire, Spy, Genius, The Young Pope, King Arthur - Il potere della spada, Animali fantastici - I crimini di Grindelwald, Vox Lux, Captain Marvel, Un giorno di pioggia a New York, The Rhythm Section, The Nest - L'inganno, The New Pope, The Third Day, Animali fantastici - I segreti di Silente, Peter Pan & Wendy, L'ultima regina - Firebrand, The Order, Eden, Star Wars: Skeleton Crew
- Alessio Cigliano in I Love You, I Love You Not, Passioni e desideri
- Riccardo Rossi in Gattaca - La porta dell'universo, Mezzanotte nel giardino del bene e del male
- Luca Lionello in Wilde
- Francesco Pezzulli in Musica da un'altra stanza
- Maurizio Fiorentini in Brivido di sangue
- Alberto Caneva in Ama, onora & obbedisci
- Christian Iansante in A.I. - Intelligenza artificiale

Da doppiatore è sostituito da:
- Riccardo Niseem Onorato ne Le 5 leggende, What If...?
- Adriano Giannini in Lemony Snicket - Una serie di sfortunati eventi
- Daniele Raffaeli in Neo Yokio